# Verhoeven Open (Damen)

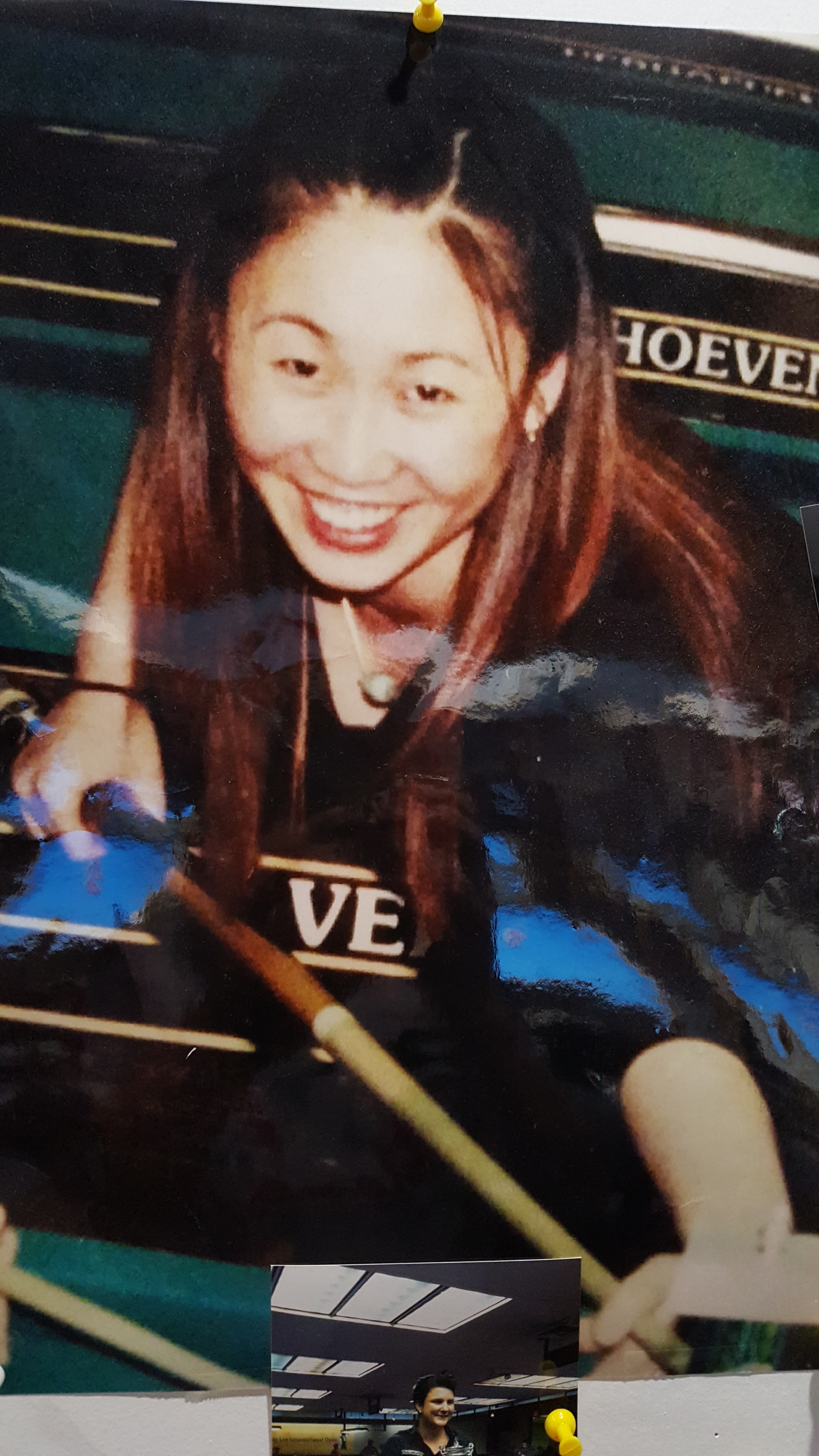
Seit 2015 Namensgebern des Damenturniers: Jennifer Shim †

Die Verhoeven Open (Damen), seit 2015 Jennifer Shim International Open, ist ein Ableger der Verhoeven Open und wurde 2013 erstmals als reines Damenturnier ausgetragen. Die Verhoeven Open selbst sind für beide Geschlechter zugelassen, daher nehmen einige Spielerinnen anschließend noch an diesem Turnier teil.
Seit 2013 überträgt der Internet-Sender Kozoom weltweit live alle Spiele.

## Geschichte
2013 wurde zum ersten Mal ein Turnier für Damen ausgetragen. Es fand vom 14. bis 16. Juli statt. Siegerin wurde die Weltranglistenerste Therese Klompenhouwer aus den Niederlanden. Sie schlug die vierfache Weltmeisterin Orie Hida im Finale mit 25:16 in 17 Aufnahmen. Hida spielte jedoch den besten Einzeldurchschnitt (ED) mit 1,562. Klompenhouwer gelang mit 9 Punkten die beste Höchstserie (HS). 2015 lief das Damen-Turnier unter dem Namen Jennifer Shim International. Das Turnier wurde im Gedenken an die US-amerikanische Profispielerin Jennifer Shim benannt, die am 6. März 2015 von ihrem Ex-Freund im Alter von 41 Jahren erschossen wurde.

## Modus
- 2013: Gespielt wurde nur eine Hauptrunde in der alle 11 Teilnehmerinnen gegeneinander antreten mussten (Queens). Gespielt wurde auf 25 Punkte ohne Nachstoß.
- 2015: Gespielt wurde in zwei Vorrundengruppen à 9 Spielerinnen (18 Teilnehmerinnen) in denen alle Spielerinnen gegeneinander antreten mussten (Round Robin). Gespielt wird auf 25 Punkte oder 55 Aufnahmen ohne Nachstoß bei Sieg. Bei Partieende mit weniger als 25 Punkte gibt es einen Nachstoß.[7] Die ersten 4 Spielerinnen jeder Gruppe spielen im K.-o.-System die Siegerin aus. Gespielt wird bis 30 Punkte ohne Aufnahmenbegrenzung und ohne Nachstoß. Die Plätze drei bis acht werden in Playoffs ausgespielt.
- 2017: Die Teilnehmerinnenzahl wuchs auf 28 an. Gespielt wurde in vier Vorrundengruppen zu je 7 Spielerinnen, in denen alle Spielerinnen gegeneinander antreten mussten (Round-Robin-Modus). Gespielt wurde in der Gruppenphase auf 25 Punkte oder 55 Aufnahmen ohne Nachstoß bei Sieg. Bei Partieende mit weniger als 25 Punkte gibt es einen Nachstoß. Die besten 2 Spielerinnen jeder Gruppe spielen im K.-o.-System die Siegerin aus. In der Finalrunde und den Platzierungsspielen wurde bis 30 Punkte ohne Aufnahmenbegrenzung und ohne Nachstoß gespielt. Die Plätze drei bis acht wurden in Playoffs ausgespielt.[8]
- 2019: Gespielt wird im Round-Robin System in der Vorrunde in drei Gruppen gespielt. Zwei Gruppen mit acht und eine Gruppe mit sieben Teilnehmerinnen. Die Matches werden bis 25 Punkte oder 55 Aufnahmen gespielt. Es gibt keinen Nachstoß, außer wenn das Match über 55 Aufnahmen geht. Dann wird mit Nachstoß gespielt. Die beiden Gruppenbesten sowie zwei beste Gruppendritte qualifizieren sich für die K.-o.-Runde. Hier ist die Machdistanz 30 Punkte.[9]

## Turnierstatistik
| Verhoeven Open Tournament (Damen) / Jennifer Shim International Open (seit 2015) | Verhoeven Open Tournament (Damen) / Jennifer Shim International Open (seit 2015) | Verhoeven Open Tournament (Damen) / Jennifer Shim International Open (seit 2015) | Verhoeven Open Tournament (Damen) / Jennifer Shim International Open (seit 2015) | Verhoeven Open Tournament (Damen) / Jennifer Shim International Open (seit 2015) | Verhoeven Open Tournament (Damen) / Jennifer Shim International Open (seit 2015) | Verhoeven Open Tournament (Damen) / Jennifer Shim International Open (seit 2015) | Verhoeven Open Tournament (Damen) / Jennifer Shim International Open (seit 2015) |
| -------------------------------------------------------------------------------- | -------------------------------------------------------------------------------- | -------------------------------------------------------------------------------- | -------------------------------------------------------------------------------- | -------------------------------------------------------------------------------- | -------------------------------------------------------------------------------- | -------------------------------------------------------------------------------- | -------------------------------------------------------------------------------- |
| Jahr                                                                             | Sieger                                                                           | GD                                                                               | Platz 2                                                                          | GD                                                                               | Platz 3                                                                          | GD                                                                               | Ref.                                                                             |
| 2013                                                                             | Therese Klompenhouwer                                                            | 1,016                                                                            | Orie Hida                                                                        | 0,850                                                                            | Park Su-ah                                                                       | 0,631                                                                            | [ 10 ] [ 11 ]                                                                    |
| 2014                                                                             | Keine Ausrichtung                                                                | Keine Ausrichtung                                                                | Keine Ausrichtung                                                                | Keine Ausrichtung                                                                | Keine Ausrichtung                                                                | Keine Ausrichtung                                                                | Keine Ausrichtung                                                                |
| 2015                                                                             | Therese Klompenhouwer                                                            | 1,123                                                                            | Pheavy Srong                                                                     | 0,662                                                                            | Orie Hida                                                                        | 0,970                                                                            | [ 12 ] [ 13 ] [ 14 ]                                                             |
| 2016                                                                             | Keine Ausrichtung                                                                | Keine Ausrichtung                                                                | Keine Ausrichtung                                                                | Keine Ausrichtung                                                                | Keine Ausrichtung                                                                | Keine Ausrichtung                                                                | Keine Ausrichtung                                                                |
| 2017                                                                             | Therese Klompenhouwer                                                            | 1,116                                                                            | Orie Hida                                                                        | 1,035                                                                            | Lee Mi-rae                                                                       | 0,648                                                                            | [ 15 ] [ 16 ] [ 17 ]                                                             |
| 2018                                                                             | Keine Ausrichtung                                                                | Keine Ausrichtung                                                                | Keine Ausrichtung                                                                | Keine Ausrichtung                                                                | Keine Ausrichtung                                                                | Keine Ausrichtung                                                                | Keine Ausrichtung                                                                |
| 2019                                                                             | Han Ji-eun                                                                       | 0,863                                                                            | Therese Klompenhouwer                                                            | 1,195                                                                            | Orie Hida                                                                        | 0,780                                                                            | [ 18 ]                                                                           |
| 2019                                                                             | Han Ji-eun                                                                       | 0,863                                                                            | Therese Klompenhouwer                                                            | 1,195                                                                            | Yuko Nishimoto                                                                   | 0,754                                                                            | [ 18 ]                                                                           |
| 2020                                                                             | Keine Ausrichtung                                                                | Keine Ausrichtung                                                                | Keine Ausrichtung                                                                | Keine Ausrichtung                                                                | Keine Ausrichtung                                                                | Keine Ausrichtung                                                                | Keine Ausrichtung                                                                |
| 2021                                                                             |                                                                                  |                                                                                  |                                                                                  |                                                                                  |                                                                                  |                                                                                  |                                                                                  |
|                                                                                  |                                                                                  |                                                                                  |                                                                                  |                                                                                  |                                                                                  |                                                                                  |                                                                                  |